# Jacarezinho (gemeente)
Jacarezinho is een gemeente in de Braziliaanse deelstaat Paraná. De gemeente telt 40.582 inwoners (schatting 2009).

## Aangrenzende gemeenten
De gemeente grenst aan Barra do Jacaré, Cambará, Joaquim Távora, Ribeirão Claro, Santo Antônio da Platina en Ourinhos (SP).